# Resele
Resele – miejscowość (småort) w Szwecji w gminie Sollefteå w regionie Västernorrland. Około 116 mieszkańców.